# Werner Reinke
Werner Reinke (* 19. Juni 1946 in Delmenhorst) ist ein deutscher Hörfunkmoderator.

## Biografie
Werner Reinke besuchte einige Jahre das Gymnasium an der Willmsstraße und absolvierte in Bremen eine Berufsausbildung als Holzimportkaufmann. Er jobbte als Discjockey in einem „Tanzschuppen“ in Delmenhorst und sammelte anschließend erste Erfahrungen im Hörfunk bei Radio Bremen. Dort wurde er 1969 als Nachrichtensprecher eingestellt und moderierte Jugendsendungen. 1971 wechselte er zum Hessischen Rundfunk nach Frankfurt am Main. Dort übernahm er 1974 von Achim Graul die Hitparade International (bis 1989 insgesamt 777 Sendungen). Von ihm moderierte Sendungen waren die Mittags-Discotheke, 1:0 für meine Stadt, die Klassik-Hitparade, Apropop, Pop und Weck, Kuschelrock, der High Fidelity Club sowie viele andere. In den 1980er Jahren trat er zusammen mit anderen Rundfunkmoderatoren auf Disco-Partys auf. Von 1991 bis 2000 war er beim American Football als Entertainer und Stadionsprecher der Frankfurt Galaxy in der World League of American Football (später: NFL Europe) aktiv. Daneben war und ist er freiberuflicher Sprecher für Werbespots (u. a. für Super Nintendo und Hot Wheels) und Trailer.
Von 2002 bis 2008 war Reinke wieder beim Hessischen Rundfunk als Moderator der Sendung hr3 – extra am Samstag zu hören. Auch war er zwischen 2002 und 2008 Station Voice bei der hr-Welle. Seit Januar 2009 ist seine Sendung, im Prinzip unverändert und zur selben Sendezeit – samstags zwischen 9 und 12 Uhr – unter dem Titel Reinke am Samstag bei hr1 zu hören. Außerdem kehrte er zwischenzeitlich an seinen traditionellen Sendeplatz am Donnerstagabend zurück und moderierte dort bis Ostern 2014 die hr1-Lounge.
Reinke wurde der Deutsche Radiopreis 2012 in der Kategorie „Bester Moderator“ verliehen. Viel beachtet war seine 7-stündige Radioshow Lass knacken vom September 2013, die er mit seinem ehemaligen Kollegen Thomas Koschwitz moderierte. Wegen des großen Zuspruchs gab es ab Februar 2014 mehrere Neuauflagen. Dabei wurden ausschließlich analoge Tonträger (Schallplatten) verwendet.
Am 26. September 2017 wurde Werner Reinke für sein bisheriges journalistisches Lebenswerk mit dem Ehrenpreis des Hessischen Journalistenpreises ausgezeichnet.
Am 19. September 2021 wurde der Dokumentarfilm „Die Alte Liebe - oder warum Herr Reinke zum Radio ging“ in den Kronberger Lichtspielen öffentlich gezeigt.
Im April 2024 wurde Reinke mit dem Hessischen Verdienstorden ausgezeichnet.